# Simon Monjack
Simon Mark Monjack (født 9. marts 1970, død 23. maj 2010) var en engelsk manuskriptforfatter, filminstruktør, filmproducer og makeup-artist. Han var gift med den amerikanske skuespillerinde Brittany Murphy.

## Opvækst
Monjack blev født af jødiske forældre i Hillingdon Greater London og voksede op i Bourne End, Buckinghamshire. Han gik på Juniper Hill School, Flackwell Heath, og efterfølgende på Royal Grammar School, High Wycombe. Da han var 15, døde hans far, William, af en hjernesvulst (1949-1986) i Oxfordshire. Hans mor Linda (født Hall) er hypnoterapeut og bor i Bourne End.

## Karriere
Monjack instruerede, producerede og skrev B-filmen Two Days, Nine Lives  i 2000. Han er opgivet som medforfatter til manuskriptet for den biografiske film Factory Girl (2006) om Andy Warhol-skuespiller/modellen Edie Sedgwick. Instruktøren George Hickenlooper udtalte, at "Monjack intet havde at gøre med Factory Girl" og at "han indgav en latterlig retssag mod os [...] og kom med falske påstande om, at vi havde stjålet hans manuskript. Han holdt os bogstaveligt talt som gidsler, og vi var tvunget til at gå på kompromis med ham. Han havde vores produktion i sin magt."[kilde mangler] Monjack benægtede disse anklager. I 2007 rapporterede E! News, at Monjack skulle instruere en filmudgave af DM Thomas' roman om Sigmund Freud, The White Hotel, med Brittany Murphy i en hovedrolle.

## Juridiske problemer
- I 2005 blev der udstedt arrestordre på Monjack i Virginia. Han var anklaget for svindel med kreditkort, men sigtelserne blev senere trukket tilbage.
- I 2006 sagsøgte Coutts Bank Monjack, der var blevet smidt ud af fire hjem, for 470.000 dollars.
- I februar 2007 blev Monjack anholdt og tilbragte ni dage i fængsel og stod til deportering, fordi hans visum til USA var udløbet.

## Ægteskaber
Monjack giftede sig med den britiske tv-personlighed Simone Bienne i Las Vegas i november 2001. De blev separeret fem måneder senere og skilt i 2006. Samme år mødte han skuespillerinden Brittany Murphy. I april 2007 blev parret gift under en privat jødisk ceremoni i deres hjem i Los Angeles. Parret annoncerede ikke forlovelsen i forvejen, og de blev sjældent set sammen i offentligheden inden ægteskabet.
Den 20. december 2009 døde Murphy, efter at være kollapset på deres badeværelse. Årsagen blev senere offentliggjort som lungebetændelse med sekundære faktorer i form af jernmangel, anæmi og flere lægemiddelforgiftninger.

## Død
I januar 2010 fortalte Monjacks mor, Linda Monjack, People Magazine, at hendes søn havde det "dårligt, og at lægerne laver tests. Om han har hjerteproblemer eller ej, bør jeg ikke sige noget om, det må I spørge ham om. Men ja, der har været helbredsproblemer før. Jeg mener, at det er kendt i offentligheden, og at det har været i medierne, at han havde et lille hjerteanfald en uge før Brittanys død."
Simon Monjack blev fundet død den 23. maj 2010 i sit hus i Hollywood, ifølge retsmedicineren i Los Angeles County. Kilder fra politiet fortæller, at Los Angeles brandvæsenet blev tilkaldt til en medicinsk nødsituation, efter at Murphys mor, Sharon, fandt Monjack bevidstløs i soveværelset omkring klokken 21.20 og derefter ringede 911. Paramedicinere ankom, men Monjack blev erklæret død klokken 21.45. 
Retsmedicinerens rapport fastslog, at dødsårsagen var akut lungebetændelse og anæmi svarende til årsagerne til hans kones død fem måneder tidligere i samme hus. Han blev begravet ved siden af Murphy på Forest Lawn-kirkegården i Hollywood Hills.